# Баскін (Луїзіана)
Баскін (англ. Baskin) — селище (англ. village) в США, в окрузі Франклін штату Луїзіана. Населення — 210 осіб (2020).

## Географія
Баскін розташований за координатами 32°15′33″ пн. ш. 91°44′50″ зх. д. / 32.25917° пн. ш. 91.74722° зх. д. (32.259068, -91.747330).  За даними Бюро перепису населення США в 2010 році селище мало площу 3,45 км², уся площа — суходіл.

## Демографія
Згідно з переписом 2010 року, у селищі мешкали 254 особи в 101 домогосподарстві у складі 67 родин. Густота населення становила 74 особи/км².  Було 113 помешкання (33/км²).
Расовий склад населення:
| - 92,1 % — білих - 5,9 % — чорних або афроамериканців - 0,4 % — корінних американців |

До двох чи більше рас належало 1,6 %. Частка іспаномовних становила 0,0 % від усіх жителів.
За віковим діапазоном населення розподілялося таким чином: 25,2 % — особи молодші 18 років, 61,4 % — особи у віці 18—64 років, 13,4 % — особи у віці 65 років та старші. Медіана віку мешканця становила 39,4 року. На 100 осіб жіночої статі у селищі припадало 92,4 чоловіків;  на 100 жінок у віці від 18 років та старших — 86,3 чоловіків також старших 18 років.
Середній дохід на одне домашнє господарство  становив 46 173 долари США (медіана — 30 250), а середній дохід на одну сім'ю — 47 396 доларів (медіана — 33 333). За межею бідності перебувало 24,9 % осіб, у тому числі 36,1 % дітей у віці до 18 років та 15,6 % осіб у віці 65 років та старших.
Цивільне працевлаштоване населення становило 90 осіб. Основні галузі зайнятості: роздрібна торгівля — 22,2 %, сільське господарство, лісництво, риболовля — 18,9 %, освіта, охорона здоров'я та соціальна допомога — 16,7 %.